# Junkers Ju 86

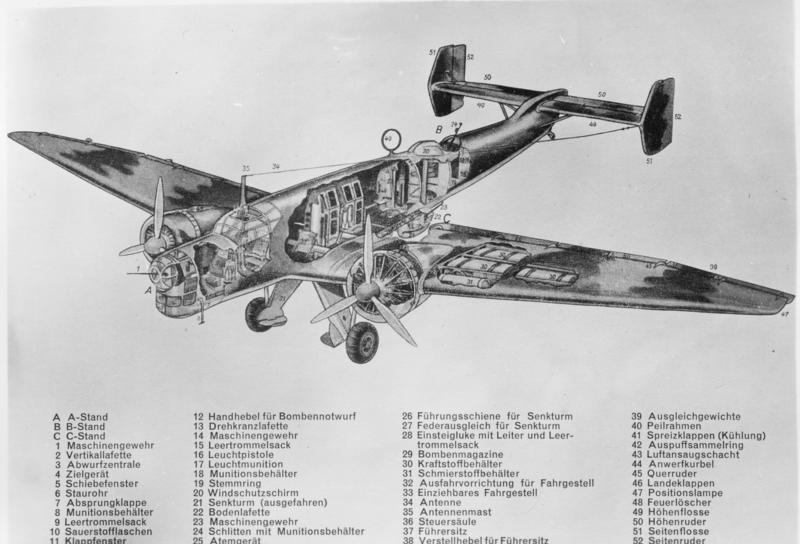
Genomskärningsritning av Ju 86.

Junkers Ju 86 är ett lågvingat bombflygplan alternativt passagerarflygplan tillverkat helt i metall som flög första gången 4 november 1934. Planet kom att göra tjänst i flera länder, däribland Sverige som B 3.

## Historik
Reichsluftfahrtministerium (RLM) vände sig till tre tyska flygplanstillverkare 1933 med önskemål om ett tvåmotorigt bombflygplan, och samtidigt letade Lufthansa efter ett modernt snabbt passagerarflygplan. Konstruktören Ernst Zindel vid Junkers försökte med sin konstruktion lösa uppgifterna från båda uppdragsgivarna med Ju 86. Redan i april 1934 var en fullskalemodell av bombvarianten klar. Tanken var att man skulle använda två nykonstruerade Jumo dieselmotorer till flygplanet, men då motortypen inte var klar vid provflygningen använde man sig av två Siemens SAM22-motorer. 22 mars 1935 var det dags för provflygning av den civila varianten med Jumo 205 dieselmotorer. Ytterligare tre provflygplan tillverkades för utvärdering och flygtester. Efter en omkonstruktion av vingarna beslutade RLM 1936 att en serietillverkning skulle inledas.

## Versioner av Ju 86
- Ju 86A-0 - prototyp 1936, 7 st tillverkade
- Ju 86A-1 - bombflygplan serieproduktion 1936, tillverkade vid ATG, Blohm & Voss, Henschel
- Ju 86B-0 - passagerarflygplan tillverkat för Lufthansa 1936
- Ju 86C-1 - förlängd flygkropp tillverkat för Lufthansa 1937
- Ju 86G-1 - se nedan.
- Ju 86K-1 - med 2 st Pratt & Whitney Hornet export Sverige 1936, 3 st tillverkade
- Ju 86K-4/5 - bombflygplan med Bristol Mercury XII, 12 st sålda till Sverige
- Ju 86K-13 - bombflygplan med Bristol Mercury, licenstillverkade av Saab som B 3C och B 3D
- Ju 86P-2 - se nedan.
- Ju 86Z-7 - passagerarflygplan tillverkat för Sydafrika, Sverige och Bolivia
- Ju 186 - höghöjdsspaningsflygplan med 4 st Jumo 207 motorer, inga tillverkades
- Ju 286 - höghöjdsspaningsflygplan med 6 st Jumo 207 motorer, inga tillverkades

## Junkers Ju 86A-1
Produktionen av Ju 86A-1 kom igång under hösten 1936,  men ganska snart uppdagades stabiliseringsfel så en omkonstruktion av flygkroppen genomfördes varvid man också minskade volymen på bränsletankarna.
Några av dessa modifierade flygplan användes senare av Condorlegionen i det spanska inbördeskriget. Redan när de första flygplanen lämnade fabriken insåg man att valet av en dieselmotor inte var lämpligt för ett stridsflygplan då effekten hela tiden snabbt behövde ändras. Ett flygplan togs bort från tillverkningen och modifierades med BMW 132F bensinmotorer. Denna modifiering blev lyckad för de militära varianterna, men eftersom bensinmotorerna krävde 60% mer bränsle utrustades Ju 86E med en 1 500 liter större bränsletank, medan man behöll dieselmotorn i de civila varianterna, eftersom de oftast flög med konstant hastighet.

## Junkers Ju 86G-1
Ju 86G1 var en modifiering, som innebar att man bytte den täckta nosen på flygplanet till en inglasad konstruktion, vilket underlättade för piloterna att taxa med flygplanet på marken, samt för bombfällaren att sikta in mot målet. I april 1939 tillverkades den sista Ju 86, men forskning och utveckling upphörde inte. 

## Junkers Ju 86P-2
Ett flertal olika prototyper av höghöjdsflygplan tillverkades med beteckningen Ju 86P2. De levererades till Luftwaffe 1940-1941 som spaningsflygplan och det tog två år innan de allierade med en specialmodifierad Supermarine Spitfire V kunde skjuta ner den första Ju 86P2:an över Egypten. Efter ytterligare 2 förlorade flygplan togs Ju 86P2 ur aktiv fronttjänst 1943.

## Civila versionen
Den civila versionen fick variantbokstav Z och fanns i fem varianter. I planet fanns plats för tio passagerare. 
- Ju 86 Z-1

Totalt levererades sex plan med Jumo 205 C-4, två av dem 1936 till Swiss Air Lines och fyra till det chilenska LAN (Línea Aérea Nacional) 1937/38.
- Ju 86 Z-2

Lik varianten Ju 86 Z-1, men med stjärnmotorn BMW 132 H-1. Två st till Swiss Air Lines vilka konverterades till denna standard efter att Jumo 205 inte uppfyllde önskade specifikationer. Planen som såldes till Chile konverterades 1939. 17 maskiner levererades till MAC i Manchuria 1938/39 .
- Ju 86 Z-3

Variant med två st Rolls-Royce Kestrel motorer och levererad till Sydafrika 1937.
Ju 86 Z-5 Två plan med Pratt & Whitney Hornet-motorer med 875 hk (644 kW) vardera levererade till Sydafrika.
- Ju 86 Z-7

Version med motor Hornet S1E-G. Några plan såldes till Sydafrika, tre levererades till Bolivia 1937 och en flygmaskin såldes till ABA och registrerades som SE-BAE i Sverige för att användas som postflygplan, men 1940 rekvirerades det och köptes strax efteråt av Flygvapnet.

## Användning i Sverige

### B 3

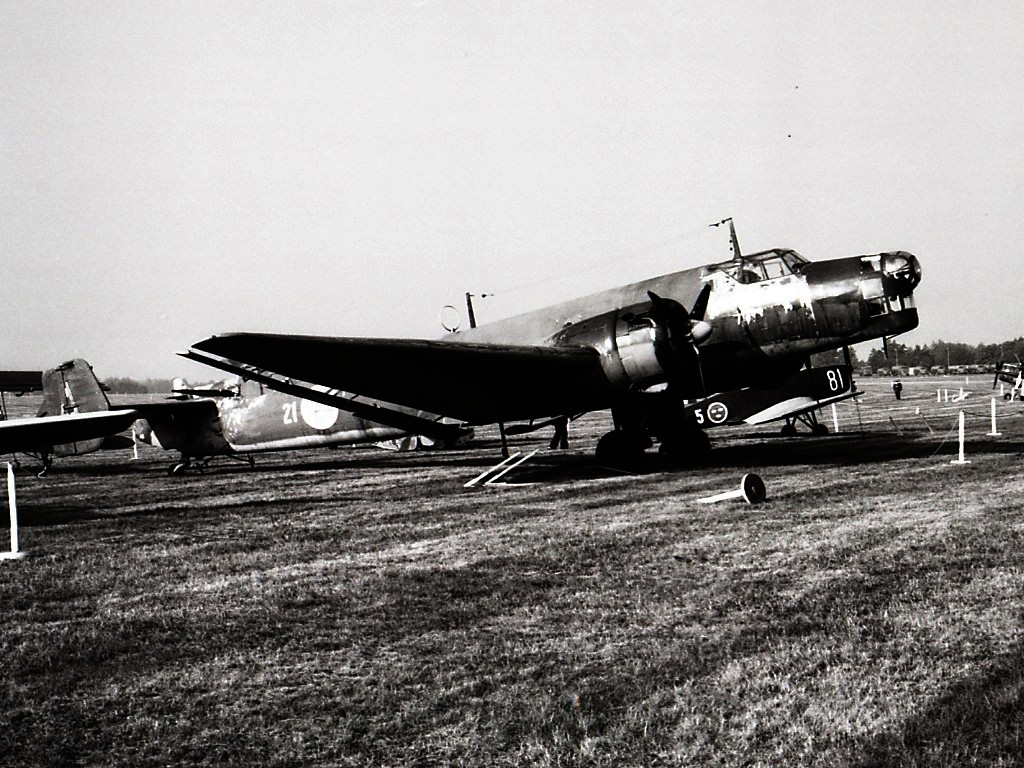
Flygvapenmuseums bevarade B 3 år 1976.

Mellan åren 1936 och 1958 ingick Junkers Ju 86 som bombflygplan i Flygvapnet med den svenska militära beteckningen B 3. Flygplanen var tillverkade både av Junkers Flugzeug und Motorwerke AG i Tyskland samt även på licens i Sverige av Saab i Trollhättan. 

### Konstruktion
Flygplanet var helt byggt i metall med en fribärande vinge som var försedd med en tredelat klaff/skevroder som sträckte sig längs hela vingens bakkant. Under flygkroppen fanns ett nedsänkbart torn som var försett med en 8 mm ksp. På flygkroppens rygg samt i flygplanets nos fanns fasta torn med samma beväpning. Centralt på flygplanets undersida fanns bombrummet som kunde rymma en bomblast på 1 000 kg. Landstället var infällbart och propellrarna omställbara. 
Den första B 3 tillverkad av Saab blev klar i juli 1939 och provflögs av Claes Smith.

### Varianter
B 3 var i Flygvapnets tjänst 1936-1958. De första 40 planen levererades från Tyskland, medan ytterligare 40 flygplan skulle licenstillverkas av Saab. Denna tillverkning avbröts efter att 16 st flygplan färdigställts eftersom typen ansågs som föråldrad av Flygvapnet och Saab behövde verkstadskapaciteten för att tillverka B 5.
Samtliga B 3 levererades till F 1 Hässlö med start 1936 fram till att tillverkningen avbröts 1941. I första hand användes B 3 som bombflygplan, men även som fjärrspaningsflygplan. 1948 inleddes en modifiering av B 3 vid Centrala Verkstaden Västerås (CVV) som innebar att man monterade bort all beväpning samt att man tog upp ett antal fönster i flygkroppen samt att platser för tolv passagerare iordningställdes. Dessa flygplan användes för transportändamål fram till avmönstringen 1958. En modifierad B 3 var Sveriges första signalspaningsflygplan.
B 3 är Flygvapnets största stridsflygplan genom tiderna.
B 3 fanns i versionerna: 
- B 3 - Junkers Ju 86 A-1/K-1   De tre första tysktillverkade originalflygplanen och var utrustade med två Pratt & Whitney Hornet S1-EG-motorer på 760 hk var.
- B 3A - Junkers Ju 86 K-4   Dessa B 3A kom från en serie på 37 stycken tysktillverkade flygplan som levererades under åren 1937-1938. 18 av dessa var utrustade med Bristol Mercury III-motorer på 745 hk och fick beteckningen B 3A. Två av dessa modifierades till B 3B och 13 till B 3C-2, varefter endast tre B 3A återstod i originalutförande. Ett flygplan nummer 154 totalhavererade i Östersjön under leveransflygningen den 18 maj 1938.
- B 3B - Junkers Ju 86 K-5   Den andra serien av flygplan kom att utrustas med Bristol Mercury XII-motorer på 880 hk. Nitton stycken beställdes från Tyskland. Några B 3B kom senare att modifieras till B 3C-2.
- B 3C - Junkers Ju 86 K-13   I ambitionen att sätta upp ytterligare en medeltung bombflottilj utrustad med B 3 (som kom att bli F 7 i Såtenäs), anförskaffades rätten till licenstillverkning av Ju 86 K-13. Nybildade Saab i Trollhättan utsågs att tillverka dessa. En beställningen på fyrtio flygplan gjordes. Licenstillverkningen blev komplicerad och dyrbar där en stor del av tillverkningen bestod i montering av delar och komponenter från Junkers i Tyskland. Nya materielplaner ledde till att man efter 16 flygplan avbröt tillverkningen i mars 1940. Nio av de Saab-tillverkade exemplaren gavs typbeteckningen B 3C och var likt B 3C-2 utrustade med två SFA Mercury XXIV-motorer fast med andra propellrar.
- B 3C-2 - Junkers Ju 86 K-4/K-5   Huvuddelen av flygplan B 3C-2 utgjordes av tidigare B 3A, sånär som på två tidigare B 3B, vilka modifierats genom att förses med av SFA i Trollhättan licenstillverkade Bristol Mercury XXIV-motorer på 980 hk styck. Totalt modifierades femton flygplan till B 3C-2.
- B 3D - Junkers Ju 86 K-13   Sju av de Saab-tillverkade flygplanen försågs med polsktillverkade Mercury XIX-motorer på 905 hk och fick beteckningen B 3D. Några av dessa kom att se tjänst som torpedflygplan under 40-talet som en nödlösning då T 16B inte kunde uppfylla rollen som torpedplan och T 18B inte kunde levereras på flera år. Dessa kallas ibland för T 3D men denna beteckning fanns inte.

Sammanlagt tillfördes flygvapnet 56 flygplan av typen B 3 i olika versioner. 
Under andra världskriget nödlandade en B 3 i Tyskland då planet drabbades av motorstörningar tjugo km utanför den polska kusten. Man beslöt då att flyga till ett flygfält i Tyskland eftersom möjligheten att nå ett svenskt flygfält bedömdes som utsiktslöst då flyghöjden endast var 500 m. Efter att ha flugit 25 minuter på en motor landade planet 19 maj 1940 kl 04:10 i Tyskland. Flygplanet reparerades följande dag men starttillstånd erhölls inte förrän 25 maj. Eftersom det rådde dåligt väder på platsen blev sedan hemflygningen fördröjd till 29 maj 1940. 

Ett exemplar av en B 3 som byggdes i Tyskland och såldes till Sverige 1938 finns bevarat vid Flygvapenmuseum i Linköping. Det anses vara det enda bevarade Ju 86 i världen.
3 februari 1943 störtade en Ju 86 i sjön Puostijärvi, drygt en mil väster om Övertorneå, med 6 ombord, samtliga omkomna. Enligt officiella haverirapporten berodde det på dåligt väder men en del vrakdelar har efter 80 år bärgats som visar tydligt spår efter brand. En teori gör gällande att tyskarna sköt på planet efter att ha flugit över Finland i en timme och efteråt lyckats ta sig tillbaka till Sverige igen och störtat brinnande.

### Tp 9
Mellan åren 1940 och 1958 ingick ett exemplar av en Junkers Ju 86Z-7 som transportflygplan i Flygvapnet. 
Efter Tysklands anfall mot Danmark och Norge 1940 rekvirerades flygplanet från ABA på grund av bristande transportkapacitet inom Flygvapnet. Flygplanet köptes nästan omgående och fick den militära beteckningen Tp 9. 
Trots att B 3 och Tp 9 var av samma grundmodell var det stor skillnad mellan varianterna. Nospartiet på Tp 9 var rundat, mer strömlinjeformat, och saknade helt plexiglas. På flygkroppen fanns i stället ett antal fyrkantiga fönster.
Eftersom ABA använt flygplanet som post- och godstransportflygplan var hela kabinutrymmet ett enda stort lastrum. Detta passade flygvapnet som inredde kabinen med längsgående träbänkar för persontransporter.  När ABA beställde flygplanet 1938 valde man att utrusta flygplanet med Pratt & Whitney Hornet luftkylda stjärnmotorer. Dessa gav Flygvapnet ständiga problem. För att råda bot mot detta beslöt man att byta ut dessa mot NOHAB-tillverkade Pegasus-motorer med propellerregulator. Samtidigt passade man på att ta upp ytterligare fönster på sidan av flygplanskroppen, samt byta inredning i kabinen. Vanliga flygplansstolar hämtades från den kasserade Tp 10 som stod uppställd vid CVV.
Efter modifieringen baserades den i augusti 1940 först vid F 1 Hässlö men överfördes senare till transportflygtjänst på F 7 Såtenäs, och större delen av den tiden vid 3.divisionens (Gustav Gul) transportflygavdelning↵Efter  2 991 flygtimmar i flygvapnets tjänst avfördes flygplanet 18 oktober 1958 och användes som skjutmål vid flygdagen vid F 7 den 22 maj 1960 då A 32 Lansen besköt flygplanet med raketer.

### Test med akan
Det första B 3 planet nummer 131 testades 1937 med en Bofors 20 mm automatkanon i det övre tornet. Anledningen till att kanonen inte togs i bruk på B 3 var troligen att kanonen var svårsiktad då den manövrerades med två vevar, en för det horisontella och en för det vertikala.